# أوسكار سفينسون
أوسكار سفينسون (بالسويدية: Oskar Svensson) هو متزحلق سويدي، ولد في 7 سبتمبر 1995 في فالون في السويد.

## وصلات خارجية
- أوسكار سفينسون على موقع الاتحاد الدولي للتزلج (التزلج الريفي) (الإنجليزية)
- أوسكار سفينسون على موقع أوليمبيديا (الإنجليزية)
- أوسكار سفينسون على موقع اللجنة الأولمبية السويدية (السويدية)